# 拉藏乡
拉藏乡（藏語：ལྷག་ཚང་），是中华人民共和国西藏自治区日喀则市萨嘎县下辖的一个乡镇级行政单位。1961年10月25日，西藏军区边防五团副团长盛永琛在一个加强班护卫下去拉萨开会，驶至扎东地区牛库（现拉藏乡）附近遭伏击，盛永琛以下11人阵亡，还被劫走大批文件。1963年，边防五团运输队在给贡当边防队送完给养返回强拉山时遭袭击，18名战士阵亡17人，幸存1人。

## 行政区划
拉藏乡下辖以下地区：
久嘎村、亚曲村、门曲村、玛奇村和溪果村。